# 청림동 (서울)
청림동(靑林洞)은 서울특별시 관악구의 행정동이다. 2008년 9월 1일 봉천3동이 청림동으로 바뀌었다.

## 연혁
청림동은 전체의 상당부분이 경사 20~40%의 고지대 무허가 밀집지역으로 건물들 대부분 벽돌, 슬레이트 구조의 난민 임시수용 목적으로 건축한 불량가옥으로 1965년 발생한 대홍수로 서부이촌동, 동부이촌동, 목동 지역 등지에서 당시 야산이었던 봉천동 산81번지, 산89번지 지역에 1,300여 가구가 서울특별시에서 지원을 받아 임시가건물들을 건축하여 입주하게 된 것이 청림동의 시작이라 할 수 있다. 중산층이 거주하는 관악현대아파트, 그리고 무허가 불량 주택 밀집지역이었던 봉천7-2 재개발구역의 관악푸르지오 아파트가 2003년 12월 완공되어 봉천동 달동네라는 부정적 이미지에서 이미지 변신을 꾀했다. 청림동 중앙에 위치한 봉천신시장 재건축사업이 순조롭게 추진되면 재래시장 활성화를 통해 주민 생활안정 및 지역 경제 발전을 도모하고 있다.
2008년 9월 1일에 관악구의 행정동을 27개에서 21개로 통폐합하고 행정동 명칭을 변경하면서, 이때 봉천3동은 청림동으로 개명되었다. ‘청’(靑)에서 봄, 젊음 등의 긍정적 의미를 연상하여, 희망에 찬 동네가 되기를 바라는 뜻에서 명명하였다.

## 법정동
- 봉천동

## 아파트
| 단지명        | 건설사   | 시행사 | 주소                          | 입주       | 비고               |
| ------------- | -------- | ------ | ----------------------------- | ---------- | ------------------ |
| 관악 푸르지오 | 대우건설 |        | 관악구 관악로30길 27 (봉천동) | 2004년 8월 | 봉천7-1구역 재개발 |